# Wihogne
Wihogne (en wallon Ouhogne, en néerlandais Nudorp) est une section de la commune belge de Juprelle située en Région wallonne dans la province de Liège. C'était une commune à part entière avant la fusion des communes de 1977.

## Démographie
- Sources : INS, Rem. : 1831 jusqu'en 1970 = recensements, 1976 = nombre d'habitants au 31 décembre.

## Liste des bourgmestres de 1830 à 1977
- Lambert Dewonck, de 1921 à 1959, (Parti Catholique).